# Contea di Chattooga
La contea di Chattooga, in inglese Chattooga County, è una contea dello Stato della Georgia, negli Stati Uniti. La popolazione al censimento del 2000 era di 25 470 abitanti. Il capoluogo di contea è Summerville.

## Geografia fisica
Lo United States Census Bureau certifica che l'estensione della contea è di 812 km², di cui 812 km² composti da terra e 0 km² composti di acqua.

### Contee confinanti
- Contea di Walker (Georgia) - nord
- Contea di Floyd (Georgia) - est-sud
- Contea di Cherokee (Alabama) - ovest
- Contea di DeKalb (Alabama) - ovest

## Principali strade ed autostrade
- U.S. Route 27
- State Route 1
- State Route 48
- State Route 100
- State Route 114
- State Route 157
- State Route 337

## Storia
La contea venne costituita il 28 dicembre 1838.

## Città e paesi
- Cloudland
- Lyerly
- Menlo
- Summerville
- Trion